# Edith Shackleton Heald

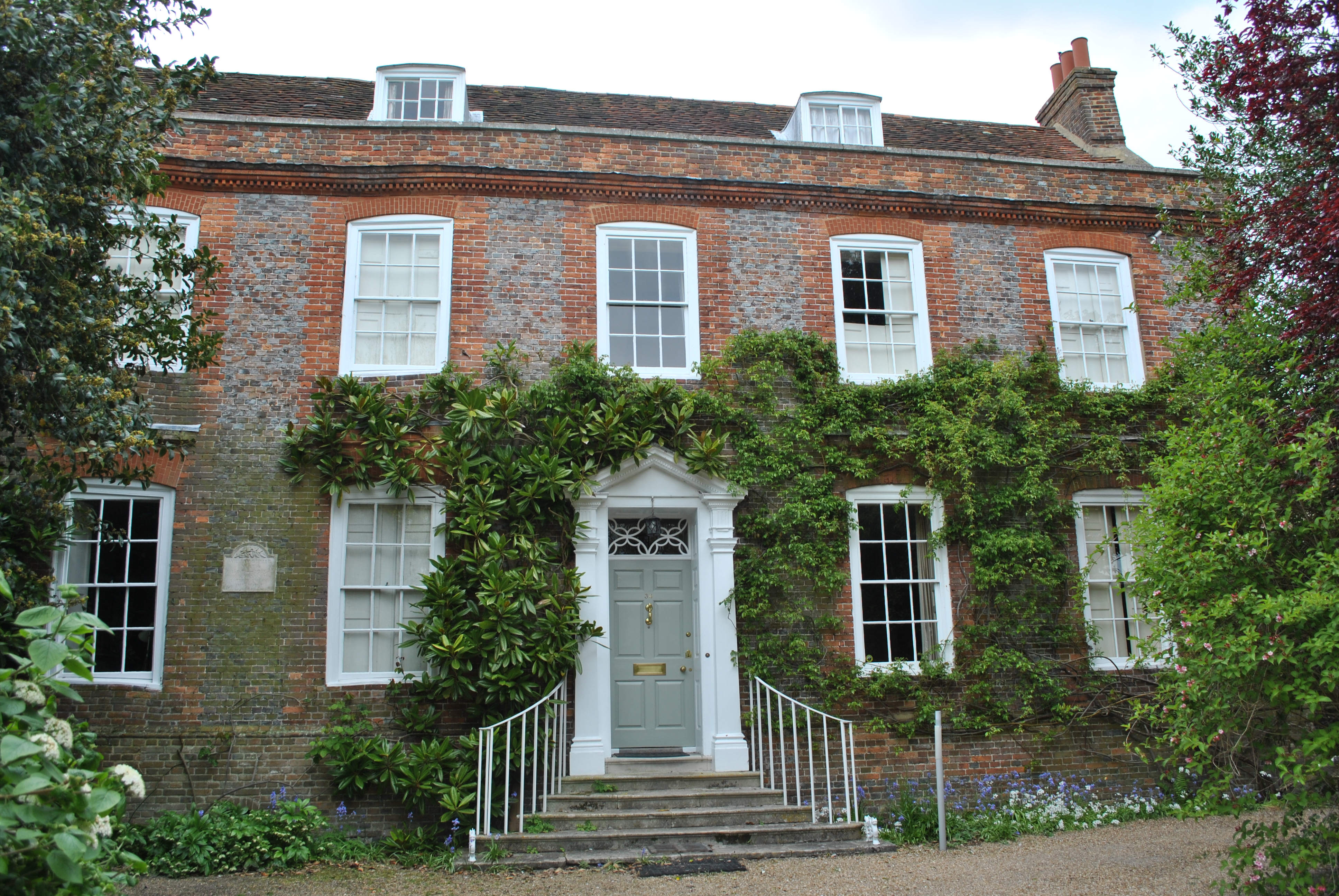
Chantry House, Steyning, 2017

Edith Shackleton Heald (12 de septiembre de 1885 - 4 de noviembre de 1976) fue una periodista británica. Fue considerada por William Butler Yeats "la mujer periodista mejor pagada de su tiempo" y Arnold Bennett la llamó la "crítica más brillante" de Londres.

## Trayectoria
Nació el 12 de septiembre de 1885 en Mánchester, siendo la hija menor de Mary Shackleton y John Thomas Heald. Ambos eran de Stacksteads, Lancashire; su padre era maestro de escuela. Heald tenía una hermana mayor, Nora Shackleton Heald, con quien era copropietaria de  la Chantry House. Nora fue editora de las revistas The Queen and The Lady. El hermano de ambas, Ivan Shackleton Heald, era "el escritor humorístico más exitoso de la Fleet Street" hasta que tras unirse al Real Cuerpo Añereo, murió en la Primera Guerra Mundial.
Heald fue una "reportera pionera"  y corresponsal especial del Evening Standard. También escribió para el Daily Express, que pasó a ser el Sunday Express y el Daily Sketch. En el Evening Standard en la década de 1930, Evelyn Irons se trasladó allí desde el Daily Mail mientras se recuperaba de una "relación tempestuosa" con Vita Sackville-West.
Heald conoció a Yeats en abril de 1937 gracias a Edmund Dulac y Helen Beauclerc y se convirtieron en amantes hasta la muerte del poeta. Yeats pasaba mucho tiempo en su casa, Chantry House en Steyning, Sussex, donde vivía con su hermana Nora.
Cuando Yeats murió en 1939, su esposa George y Heald estaban junto a su cama en el Hôtel Idéal Séjour en Roquebrune-Cap-Martin. Heald estuvo presente en su entierro en el cementerio de Roquebrune.
En 1944, la artista Gluck se mudó a Chantry House para vivir con Heald. Gluck todavía estaba enamorada de su amante anterior, Nesta Obermer, a quien consideraba su "esposa", a pesar de que estaba casada con Seymour Obermer.
Heald murió el 4 de noviembre de 1976 y Gluck dos años después.